# Ли Паньпань
Ли Паньпань (кит. 李盼盼; род. 1 марта 1992 года) — китайская спортсменка-паралимпийка, соревнующаяся в лыжных гонках. Бронзовая призёрка зимних Паралимпийских игр 2022 года в Пекине.

## Биография
На зимних Паралимпийских играх 2022 в Пекине 6 марта Ли Паньпань с результатом 45:17.0 завоевала бронзовую медаль в лыжных гонках на дистанции 15 км среди спортсменок, соревнующихся сидя, уступив соотечественнице Ян Хунцюн и американке Оксане Мастерс. 9 марта Ли была третьей в финале спринта (результат 3:31.0), первое и второе места вновь заняли Ян (3:18.2) и Мастерс (3:19.9).